# Andreas Gruner
Andreas Gruner (* vor 1390 in Ehrenfriedersdorf; † um 1470 in Leipzig) war für die Rhetorik – die Lehre von der Kunst des Sprechens und Schreibens – in Deutschland ein Wegbereiter.

## Leben und Wirken
Andreas Gruner aus Ehrenfriedersdorf immatrikulierte sich im Sommersemester 1409/10 an der Universität Leipzig und erwarb im Sommersemester 1412 dort das Bakkalaureat. Wann er zum Magister graduierte, ist nicht bekannt. Auch ein Wechsel der Universität ist nicht greifbar. Bezeugt ist er in Leipzig erst wieder im Sommersemester 1436, nun als lehrender Magister im Artesstudium. Die Rückkehr an die Universität Leipzig scheint von kürzerer Dauer gewesen zu sein, denn die Mitteilung seiner Wahl zum Dekan für das Sommersemester 1438 ist bereits das letzte Zeugnis, das ihn dort nachweist.

## Werke
Seine formulierten Texte in Brief- und Urkundenlehre, die Lehrstücke der Stilistik und die Gliederung und der Aufbau einer Rede brachten zu Beginn des 15. Jahrhunderts Ordnung in die Rhetorik, die lange Bestand hatten und zum Teil heute noch gelten. Die Deutsche Grammatik bildet hier die Grundlage und das Handeln ist die Kunst des Redners.
In der literarischen Überlieferung ist Gruners Name allein mit einer umfangreichen Rhetorica verbunden, die, legt man die mindestens 20 erhaltenen Handschriften zugrunde, in den Jahrzehnten zwischen 1430 und 1470 in Deutschland zu den verbreitetsten gezählt hat und unter diesen die letzte größere vorhumanistische gewesen ist.